# UEFA Women's Champions League 2019-2020 - Fase a eliminazione diretta
Questa voce raccoglie un approfondimento sulle gare della fase a eliminazione diretta dell'edizione 2019-2020 della UEFA Women's Champions League.

## Squadre partecipanti
Alla fase a eliminazione diretta partecipano 32 squadre, di cui 20 squadre qualificate direttamente ai sedicesimi e le 12 squadre qualificatesi dal turno preliminare. Le fasce per il sorteggio vengono composte in base al coefficiente UEFA dei club. Nei sedicesimi e negli ottavi di finale non possono essere accoppiate squadre dello stesso Paese. In questa fase le squadre si affrontano in partite di andata e ritorno, eccetto che nella finale.
Teste di serie:
- Olympique Lione (129,865) (DT)
- Wolfsburg (112,575)
- Paris Saint-Germain (99,865)
- Barcellona (91,160)
- Bayern Monaco (67,575)
- Slavia Praga (59,870)
- Manchester City (59,655)
- Brøndby (50,045)
- Fortuna Hjørring (47,045)
- Zurigo (44,230)
- BIIK Kazygurt (34,580)
- Glasgow City (34,085)
- Atletico Madrid (33,160)
- Sparta Praga (32,870)
- Twente (26,900)
- Fiorentina (26,890)

Non teste di serie:
- St. Pölten (20,270)
- Spartak Subotica (17,955)
- Arsenal (17,655)
- Piteå (17,655)
- Kopparberg/Göteborg (17,655)
- Minsk (16,625)
- Juventus (14,890)
- Rjazan'-VDV (14,580)
- Hibernian (13,085)
- Breiðablik (10,930)
- Lugano 1976 (10,230)
- Čertanovo (8,580)
- Vllaznia (7,315)
- Anderlecht (5,465)
- Sporting Braga (3,630)
- Mitrovica (0,330)

## Calendario
La UEFA ha fissato il calendario della competizione e gli abbinamenti che saranno necessari nello svolgersi del torneo nella sua sede di Nyon, Svizzera.
La competizione è stata ufficialmente sospesa dalla UEFA il 17 marzo 2020 a causa della pandemia di COVID-19 in Europa. Il 17 giugno 2020 il Comitato Esecutivo UEFA ha comunicato il nuovo format, calendario e sedi per i turni rimanenti per completare la competizione sospesa nel mese di marzo. È stato deciso che tutte le rimanenti partite vengano disputate come un torneo a eliminazione diretta in gara unica dal 21 al 30 agosto 2020 allo stadio di San Mamés di Bilbao e allo stadio di Anoeta di San Sebastián, in Spagna. La finale è prevista il 30 agosto allo stadio di Anoeta di San Sebastián.
| Turno      | Sorteggio         | Andata                                              | Ritorno                                             |
| ---------- | ----------------- | --------------------------------------------------- | --------------------------------------------------- |
| Sedicesimi | 16 agosto 2019    | 11-12 settembre 2019                                | 25-26 settembre 2019                                |
| Ottavi     | 30 settembre 2019 | 16-17 ottobre 2019                                  | 30-31 ottobre 2019                                  |
| Quarti     | 8 novembre 2019   | 21-22 agosto 2020                                   | 21-22 agosto 2020                                   |
| Semifinali | 8 novembre 2019   | 25-26 agosto 2020                                   | 25-26 agosto 2020                                   |
| Finale     | 8 novembre 2019   | 30 agosto 2020 alla stadio di Anoeta, San Sebastián | 30 agosto 2020 alla stadio di Anoeta, San Sebastián |

## Sedicesimi di finale
Il sorteggio degli accoppiamenti per le semifinali si è tenuto a Nyon il 16 agosto 2019. L'andata si è disputata l'11-12 settembre 2019, mentre il ritorno si è disputato il 25-26 settembre 2019.
| Squadra 1           | Totale      | Squadra 2           | Andata | Ritorno |
| ------------------- | ----------- | ------------------- | ------ | ------- |
| Juventus            | 1 - 4       | Barcellona          | 0 - 2  | 1 - 2   |
| Hibernian           | 2 - 9       | Slavia Praga        | 1 - 4  | 1 - 5   |
| Spartak Subotica    | 3 - 4       | Atletico Madrid     | 2 - 3  | 1 - 1   |
| Sporting Braga      | 0 - 7       | Paris Saint-Germain | 0 - 7  | 0 - 0   |
| Vllaznia            | 0 - 3       | Fortuna Hjørring    | 0 - 1  | 0 - 2   |
| Čertanovo           | 1 - 5       | Glasgow City        | 0 - 1  | 1 - 4   |
| Rjazan'-VDV         | 0 - 16      | Olympique Lione     | 0 - 9  | 0 - 7   |
| Fiorentina          | 0 - 6       | Arsenal             | 0 - 4  | 0 - 2   |
| Kopparberg/Göteborg | 2 - 2 (gfc) | Bayern Monaco       | 1 - 2  | 1 - 0   |
| St. Pölten          | 4 - 5       | Twente              | 2 - 4  | 2 - 1   |
| Anderlecht          | 1 - 3       | BIIK Kazygurt       | 1 - 1  | 0 - 2   |
| Breiðablik          | 4 - 2       | Sparta Praga        | 3 - 2  | 1 - 0   |
| Mitrovica           | 0 - 15      | Wolfsburg           | 0 - 10 | 0 - 5   |
| Piteå               | 1 - 2       | Brøndby             | 0 - 1  | 1 - 1   |
| Lugano 1976         | 1 - 11      | Manchester City     | 1 - 7  | 0 - 4   |
| Minsk               | 4 - 1       | Zurigo              | 1 - 0  | 3 - 1   |

### Andata
| Arbitro: | Elvira Nurmustafina |

|  |           | |
|  | Marcatori | 12’ (rig.) Marozsán 27’, 39’, 70’ (rig.) Hegerberg 31’, 77’, 90’ Renard 37’ Henry 78’ (rig.) Majri |

| Arbitro: | Tess Olofsson |

|                 |           |  |
| Ogbiagbevha 21’ | Marcatori |  |

| Arbitro: | Tinna Høj Christensen |

|  |           |                                                                                               |
|  | Marcatori | 14’ Rauch 28’, 63’ Maritz 33’ Huth 46’, 48’ (rig.), 67’ Harder 79’ Jakabfi 85’ Neto 87’ Minde |

| Arbitro: | Petra Pavlikova |

|  |           |            |
|  | Marcatori | 11’ Lauder |

| Arbitro: | Reelika Turi |

|  |           |            |
|  | Marcatori | 67’ Møller |

| Arbitro: | Olga Zadinová |

|                      |           |                            |
| Rubensson 86’ (rig.) | Marcatori | 75’ (rig.), 90+3’ Islacker |

| Arbitro: | Katalin Kulcsár |

|  |           |              |
|  | Marcatori | 38’ Sørensen |

| Arbitro: | Anastasija Pustovojtova |

|                          |           |                                            |
| Scharnböck 82’ Zágor 84’ | Marcatori | 10’, 29’ (rig.), 75’ Kalma 22’ Van Weerden |

| Arbitro: | Kateryna Monzul' |

|  |           |                           |
|  | Marcatori | 39’ Putellas 72’ Torrejón |

| Arbitro: | Marta Huerta De Aza |

|           |           |                                       |
| Hunter 3’ | Marcatori | 36’, 40’, 75’ Kožárová 42’ Jarchovska |

| Arbitro: | Eleni Antoniou |

|                                             |           |                    |
| Þorvaldsdóttir 15’, 78’ Vilhjálmsdóttir 80’ | Marcatori | 3’, 36’ Burkenroad |

| Arbitro: | Ivana Martinčić |

|  |           |                                       |
|  | Marcatori | 18’, 51’ Miedema 32’ Little 55’ Evans |

| Arbitro: | Rebecca Welch |

|              |           |                       |
| Vanhamel 71’ | Marcatori | 53’ (rig.) Litvinenko |

| Arbitro: | Cheryl Foster |

|                        |           |                                  |
| Slović 45+2’ Matić 79’ | Marcatori | 20’, 55’ da Silva 90’ Torrecilla |

| Arbitro: | Ewa Augustyn |

|               |           |                                                                           |
| Dickerman 41’ | Marcatori | 26’ Stanway 48’ (rig.) Mannion 65’, 77’ Bremer 83’, 90+4’ Weir 85’ Beckie |

| Arbitro: | Lina Lehtovaara |

|  |           |                                                                       |
|  | Marcatori | 7’ (rig.), 32’, 61’ Katoto 41’ Formiga 47’ Diani 90+3’, 90+5’ Huitema |

### Ritorno
| Arbitro: | Ivana Projkovska |

|                                |           |  |
| Rose 27’ Litvinenko 85’ (rig.) | Marcatori |  |

| Arbitro: | Silvia Domingos |

|                                                                                           |           |  |
| Le Sommer 18’ Parris 21’, 88’ Cascarino 40’ Hegerberg 55’ (rig.), 90’ Renard 90+2’ (rig.) | Marcatori |  |

| Arbitro: | Meliz Özçiğdem |

|                                                                     |           |  |
| Neto 24’ Harder 29’ Jakabfi 38’ Wolter 55’ Gunnarsdóttir 86’ (rig.) | Marcatori |  |

| Arbitro: | Maria Marotta |

|                       |           |  |
| Møller 6’, 87’ (rig.) | Marcatori |  |

| Arbitro: | Esther Staubli |

|                                 |           |              |
| Putellas 32’ Girelli 38’ (aut.) | Marcatori | 79’ Stašková |

| Arbitro: | Volha Ciareška |

|          |           |                         |
| Kalma 8’ | Marcatori | 6’ Zágor 51’ Mikolajová |

| Arbitro: | Stéphanie Frappart |

|  |           |               |
|  | Marcatori | 81’ Blomqvist |

| Arbitro: | Désirée Grundbacher |

|                                                               |           |               |
| Divišová 5’ Kožárová 37’, 60’ Svitková 69’ Szewieczková 90+1’ | Marcatori | 20’ Gallacher |

| Arbitro: | Tanja Subotič |

|                                |           |  |
| Beckie 5’, 33’, 49’ Bremer 78’ | Marcatori |  |

| Arbitro: | Riem Hussein |

|                 |           |                    |
| N. Sørensen 72’ | Marcatori | 88’ (aut.) Karlsen |

| Arbitro: | Monika Mularczyk |

|  |           |                    |
|  | Marcatori | 55’ Þorvaldsdóttir |

| Arbitro: | Jana Adámková |

|          |           |                                |
| Humm 45’ | Marcatori | 10’, 76’ Ogbiagbevha 78’ Duben |

| Arbitro: | Lorraine Clark |

|           |           |            |
| Strom 83’ | Marcatori | 56’ Adamek |

| Arbitro: | Iuliana Demetrescu |

|                               |           |  |
| Little 43’ (rig.) Miedema 74’ | Marcatori |  |

| Arbitro: | Marta Huerta De Aza |

|                                         |           |                |
| Lauder 7’, 76’ Shine 29’ McLauchlan 67’ | Marcatori | 3’ Komissarova |

| Parigi 26 settembre 2019, ore 20:30 CEST | Paris Saint-Germain | 0 – 0 referto | Sporting Braga | Stadio Jean Bouin\| Arbitro: \| Sara Persson \| |
| Arbitro:                                 | Sara Persson        |               |                |                                                 |

## Ottavi di finale
Il sorteggio degli accoppiamenti per le semifinali si è tenuto a Nyon il 30 settembre 2019. L'andata si è disputata il 16-17 ottobre 2019, mentre il ritorno si è disputato il 30-31 ottobre 2019.
Teste di serie:
- Olympique Lione (129,865) (DT)
- Wolfsburg (112,575)
- Paris Saint-Germain (99,865)
- Barcellona (91,160)
- Bayern Monaco (67,575)
- Slavia Praga (59,870)
- Manchester City (59,655)
- Brøndby (50,045)

Non teste di serie:
- Fortuna Hjørring (47,045)
- BIIK Kazygurt (34,580)
- Glasgow City (34,085)
- Atletico Madrid (33,160)
- Twente (26,900)
- Arsenal (17,655)
- Minsk (16,625)
- Breiðablik (10,930)

| Squadra 1        | Totale          | Squadra 2           | Andata | Ritorno     |
| ---------------- | --------------- | ------------------- | ------ | ----------- |
| Brøndby          | 2 - 2 (1-3 dtr) | Glasgow City        | 0 - 2  | 2 - 0 (dts) |
| Barcellona       | 8 - 1           | Minsk               | 5 - 0  | 3 - 1       |
| BIIK Kazygurt    | 0 - 7           | Bayern Monaco       | 0 - 5  | 0 - 2       |
| Fortuna Hjørring | 0 - 11          | Olympique Lione     | 0 - 4  | 0 - 7       |
| Breiðablik       | 1 - 7           | Paris Saint-Germain | 0 - 4  | 1 - 3       |
| Wolfsburg        | 7 - 0           | Twente              | 6 - 0  | 1 - 0       |
| Slavia Praga     | 2 - 13          | Arsenal             | 2 - 5  | 0 - 8       |
| Manchester City  | 2 - 3           | Atletico Madrid     | 1 - 1  | 1 - 2       |

### Andata
| Arbitro: | Lina Lehtovaara |

|  |           |                                                               |
|  | Marcatori | 23’ Damnjanović 28’ (rig.), 38’ Magull 73’ Gielnik 80’ Rolser |

| Arbitro: | Ewa Augustyn |

|  |           |                         |
|  | Marcatori | 1’ Kerr 60’ (aut.) Abel |

| Arbitro: | Marta Huerta de Aza |

|                                                           |           |  |
| Jakabfi 24’, 37’ Bloodworth 60’, 89’ Harder 71’ Rolfö 78’ | Marcatori |  |

| Arbitro: | Eleni Antoniou |

|                          |           |                                              |
| Svitková 71’ Persson 88’ | Marcatori | 24’, 26’, 39’, 52’ Miedema 58’ (rig.) Little |

| Arbitro: | Lorraine Clark |

|  |           |                                              |
|  | Marcatori | 17’ (rig.), 54’ Hegerberg 29’, 41’ Le Sommer |

| Arbitro: | Ivana Martinčić |

|            |           |            |
| Beckie 13’ | Marcatori | 81’ Corral |

| Arbitro: | Olga Zadinová |

|  |           |                                              |
|  | Marcatori | 10’ Sævik 18’ Formiga 29’ Katoto 90+2’ Dudek |

| Arbitro: | Rebecca Welch |

|                                                      |           |  |
| Oshoala 6’ Torrejón 20’ Bonmatí 22’, 26’ Hermoso 85’ | Marcatori |  |

### Ritorno
| Arbitro: | Katalin Kulcsár |

|                 |           |                                       |
| Ogbiagbevha 60’ | Marcatori | 67’ Putellas 80’ Mariona 85’ Guijarro |

| Arbitro: | Cheryl Foster |

|                                                                                      |           |  |
| Hegerberg 12’, 46’ Le Sommer 34’ Mbock Bathy 65’ Silva 81’ Buchanan 83’ Parris 90+3’ | Marcatori |  |

| Arbitro: | Esther Staubli |

|  |           |            |
|  | Marcatori | 17’ Blässe |

| Arbitro: | Anastasija Pustovojtova |

|                    |           |  |
| Wenninger 10’, 79’ | Marcatori |  |

| Arbitro: | Stéphanie Frappart |

|                              |           |            |
| Houghton 40’ (aut.) Sosa 68’ | Marcatori | 88’ Bremer |

| Arbitro: | Tess Olofsson |

|                             |           |                      |
| Huitema 6’, 78’ Diani 90+3’ | Marcatori | 45+1’ Þorvaldsdóttir |

| Arbitro: | Riem Hussein |

|                                                                               |           |  |
| van de Donk 21’, 59’, 70’ Little 24’ (rig.) Roord 33’ Miedema 45+1’, 74’, 86’ | Marcatori |  |

| Arbitro: | Sara Persson |

|                                |                      |                                                 |
|                                | Marcatori            | 6’ Christiansen 37’ Lindhardt                   |
| Ross Howat McSorley Foley Love | Tiri di rigore 3 – 1 | Christiansen Tavlo Petersson Abildå Kristiansen |

## Quarti di finale
Il sorteggio degli accoppiamenti per i quarti di finale si è tenuto a Nyon l'8 novembre 2019. L'andata era inizialmente prevista per il 24-25 marzo 2020, mentre il ritorno per l'1-2 aprile 2020, successivamente rinviate a causa della pandemia di COVID-19 in Europa. I quarti di finale sono stati riprogrammati per il 21-22 agosto 2020 e disputati in gara unica.
| Squadra 1       | Risultato | Squadra 2           |
| --------------- | --------- | ------------------- |
| Atletico Madrid | 0 - 1     | Barcellona          |
| Olympique Lione | 2 - 1     | Bayern Monaco       |
| Glasgow City    | 1 - 9     | Wolfsburg           |
| Arsenal         | 1 - 2     | Paris Saint-Germain |

| Arbitro: | Stéphanie Frappart |

|  |           |              |
|  | Marcatori | 80’ Hamraoui |

| Arbitro: | Tess Olofsson |

|          |           |                                                                                            |
| Wade 63’ | Marcatori | 16’, 45+3’, 56’, 72’ Harder 20’, 45’ Syrstad Engen 67’ Rauch 80’ (aut.), 90+5’ (aut.) Ross |

| Arbitro: | Kateryna Monzul' |

|                      |           |           |
| Parris 41’ Majri 59’ | Marcatori | 64’ Simon |

| Arbitro: | Esther Staubli |

|          |           |                      |
| Mead 39’ | Marcatori | 15’ Katoto 77’ Bruun |

## Semifinali
Il sorteggio degli accoppiamenti per le semifinali si è tenuto a Nyon l'8 novembre 2019. L'andata era inizialmente prevista per il 25-26 aprile 2020, mentre il ritorno per il 2-3 maggio 2020, successivamente rinviate a causa della pandemia di COVID-19 in Europa. Le semifinali sono state riprogrammate per il 25-26 agosto 2020 e disputate in gara unica.
| Squadra 1           | Risultato | Squadra 2       |
| ------------------- | --------- | --------------- |
| Paris Saint-Germain | 0 - 1     | Olympique Lione |
| Wolfsburg           | 1 - 0     | Barcellona      |

| Arbitro: | Katalin Kulcsár |

|           |           |  |
| Rolfö 58’ | Marcatori |  |

| Arbitro: | Anastasija Pustovojtova |

|  |           |            |
|  | Marcatori | 67’ Renard |

## Finale
| Arbitro: | Esther Staubli |

|          |           |                                             |
| Popp 58’ | Marcatori | 25’ Le Sommer 44’ Kumagai 88’ Gunnarsdóttir |